# Aurora (provincie)
Aurora is een provincie van de Filipijnen in het oosten van het eiland Luzon. De provincie maakt deel uit van regio III (Central Luzon). De hoofdstad van de provincie is de gemeente Baler. Bij de census van 2015 telde de provincie ruim 214 duizend inwoners.

## Geografie

### Topografie
Aurora ligt aan de oostzijde van het noordelijk deel van Luzon. In het noorden liggen de provincies Isabela en Quirino, westen Nueva Ecija en Nueva Vizcaya en in het zuiden Bulacan en Quezon. Ten oosten van Auroro ligt de Grote Oceaan.
De belangrijkste rivieren van de provincie zijn de Aguang, de Calabgan, de Ditale, Dibatuan, de Ibuna en de Sinagnuan.

### Bestuurlijke indeling
Albay bestaat uit de volgende 8 gemeenten.
| - Baler - Casiguran - Dilasag - Dinalungan | - Dingalan - Dipaculao - Maria Aurora - San Luis |

Deze steden en gemeenten zijn weer verder onderverdeeld in 151 barangays.

### Klimaat

#### Temperatuur
De gemiddelde temperatuur per maand in Aurora is 25,3 graden Celsius. De koudste maanden zijn januari en februari met gemiddelde temperaturen van 19,3 en 20,4 graden Celsius. De warmste maanden zijn juni en juli met temperaturen van 30 tot 33 graden Celsius.

#### Regenval
Qua regenval is Auroro in te delen in type IV. Dit houdt in dat de provincie geen duidelijk gespecificeerd regenseizoen en de regen valt gelijkmatig gedurende het jaar door heen valt. Door de ligging aan de Grote Oceaan is de provincie onbeschermd voor de vele tyfoons die elke jaar vanuit het oosten over de provincie trekken.
De gemiddelde maandelijkse neerslag is 273,9 millimeter.

#### Wind
Van november tot april komt de wind in de provincie gewoonlijk vanuit het oosten. De rest van het jaar draait de wind naar het zuidwesten. In Casiguran komt de wind van oktober tot maart uit het noorden en van april tot september uit het zuiden.

## Demografie
Aurora had bij de census van 2015 een inwoneraantal van 214.336 mensen. Dit waren 13.103 mensen (6,5%) meer dan bij de vorige census van 2010. Ten opzichte van de census van 2000 was het aantal inwoners gegroeid met 40.539 mensen (23,3%). De gemiddelde jaarlijkse groei in die periode kwam daarmee uit op 1,21%, hetgeen lager was dan het landelijk jaarlijks gemiddelde over deze periode (1,72%).

De bevolkingsdichtheid van Aurora was ten tijde van de laatste census, met 214.336 inwoners op 3147,32 km², 68,1 mensen per km².

## Economie
Aurora is een relatief arme provincie. Uit cijfers van het National Statistical Coordination Board (NSCB) uit het jaar 2003 blijkt dat 39,0% (12.898 mensen) onder de armoedegrens leefde. In het jaar 2000 was dit nog 33,6%. Daarmee staat Aurora 45e op de lijst van provincies met de meeste mensen onder de armoedegrens. Van alle 79 provincies staat Aurora 41e op de lijst van provincies met de ergste armoede.